# Discografia de Bruno Mars
A discografia de Bruno Mars, um cantor e compositor norte-americano, consiste em 3 álbuns de estúdio, 3 extended plays (EP), 22 singles (incluindo 6 promocionais e 8 como artista convidado). Antes de iniciar a sua carreira como um artista a solo, Mars esteve envolvido como um compositor e produtor musical com a sua equipa de produção, The Smeezingtons. A partir de 2008, ele começou a co-escrever e produzir músicas para outros artistas, incluindo Brandy, K'naan, Sean Kingston, Mike Posner, Shontelle e a banda Sugababes. Mars viu o sucesso em 2009, co-escrevendo o êxito internacional do rapper Flo Rida com participação de Kesha, "Right Round". No início de 2010, ele apareceu em "Nothin' on You", o single de estreia do rapper norte-americano B.o.B, que veio a alcançar o número um nos Estados Unidos e no Reino Unido. Mais tarde naquele ano, ele fez uma participação no single de estreia de Travie McCoy, "Billionaire", que alcançou o número quatro da Billboard Hot 100 nos EUA. Estes dois singles foram ambos certificados com platina duplo pela Recording Industry Association of America (RIAA).
O EP de estreia de Mars, It's Better If You Don't Understand, foi lançado em Maio de 2010 como um prelúdio para o seu álbum de estreia. "Just the Way You Are", lançado em Julho de 2010, viu o sucesso internacional, permanecendo no topo da Hot 100 por quatro semanas consecutivas e atingindo o número um em vários outros países, incluindo o Reino Unido, a Irlanda e a Austrália. A canção foi o primeiro single de seu primeiro álbum de estúdio, Doo-Wops & Hooligans, que foi lançado em Outubro de 2010, alcançando o número três da Billboard 200. O seu segundo single, "Grenade", chegou a número um na Austrália, Canadá, Nova Zelândia, Reino Unido e Estados Unidos. "Just the Way You Are", "Grenade", "Nothin 'on You" e "Billionaire" já venderam um total combinado de mais de 11 milhões de cópias nos EUA, sendo que 4,5 milhões são de "Just the Way You Are" e 4,4 milhões de "Grenade". O terceiro single do álbum, "The Lazy Song", também teve um grande sucesso nas tabelas musicais, atingindo a primeira posição na Dinamarca, Nova Zelândia e Reino Unido. O quarto single de Doo-Wops, "Marry You", teve um sucesso menor a nível gráfico, tendo se posicionado na posição 85 nos Estados Unidos. No entanto, a canção chegou ao topo na Polónia e na Eslováquia. Ainda em 2011, Mars gravou a canção "It Will Rain" para a banda sonora do filme The Twilight Saga: Breaking Dawn – Part 1. Se posicionou nas dez melhores em sete países, incluindo os EUA. O quinto e último single de Doo-Wops & Hooligans, "Count on Me", foi lançado em Novembro de 2011. Após ter atingido a décima terceira posição na Nova Zelândia, recebeu o certificado de ouro pelo embarque de mais de quinze mil exemplares.
Unorthodox Jukebox, lançado no início de Dezembro de 2012, alcançou o sucesso imediatamente, estreando no primeiro posto no Reino Unido. Nos Estados Unidos, estreou no segundo posto da Billboard 200, tornando-se no seu segundo a posicionar-se dentro das cinco melhores posições. Contudo, após uma promoção feita pela loja digital Amazon.com no fim de Fevereiro de 2013, o álbum alcançou o número um, tornando-se no seu primeiro a conseguir o feito. O primeiro single, "Locked Out of Heaven", tornou-se no seu quarto a atingir o número um. Até Dezembro de 2012, "Locked Out of Heaven" já havia vendido mais de 1.3 milhões de cópias digitais nos EUA, tendo recebido o certificado de disco de platina pela RIAA. Os singles promocionais "Young Girls", "Moonshine" e "When I Was Your Man" tiveram um desempenho favorável nas tabelas musicais do mundo. Contudo, "Moonshine" falhou em entrar em tabelas musicais, obtendo assim um sucesso gráfico nulo. Devido ao seu elevado sucesso comercial aquando do seu lançamento inicial, "When I Was Your Man" acabou por ser lançado como o segundo single do álbum, tendo em pouco tempo estreado em várias tabelas musicais e conseguido a certificação de disco de platina por quatro vezes na Austrália. Alem disso, alcançou o primeiro posto nos EUA, tornando-se no quinto single de Mars a conseguir esse feito. Até a metade de Maio de 2013, "When I Was Your Man" já havia vendido mais de 3 milhões de unidades em território norte-americano, sendo a nona vez que Mars consegue este feito e a sexta vez como um artista a solo. O terceiro trabalho de estúdio de Mars, 24K Magic, foi lançado em fins de 2016. Dele, surgiram os singles "24K Magic" e "That's What I Like", que alcançaram um sucesso moderado em tabelas musicais do mundo.

## Álbuns

### Álbuns de estúdio
| Detalhes do álbum | Melhores posições nas tabelas | Melhores posições nas tabelas | Melhores posições nas tabelas | Melhores posições nas tabelas | Melhores posições nas tabelas | Melhores posições nas tabelas | Melhores posições nas tabelas | Melhores posições nas tabelas | Melhores posições nas tabelas | Melhores posições nas tabelas | Melhores posições nas tabelas | Vendas                                                 | Certificação (limiares de vendas) |
| Detalhes do álbum | EUA                           | ALE                           | AUS                           | CAN                           | DIN                           | HOL                           | IRL                           | NZL                           | POR                           | SUI                           | UK                            | Vendas                                                 | Certificação (limiares de vendas) |
| --- | ----------------------------- | ----------------------------- | ----------------------------- | ----------------------------- | ----------------------------- | ----------------------------- | ----------------------------- | ----------------------------- | ----------------------------- | ----------------------------- | ----------------------------- | ------------------------------------------------------ | --- |
| Doo-Wops & Hooligans - Lançamento: 4 de Outubro de 2010 - Editoras: Atlantic Records, Elektra Records - Formatos: vinil, CD, download digital | 3                             | 1                             | 2                             | 1                             | 3                             | 1                             | 1                             | 2                             | 6                             | 1                             | 1                             | - : 14.000.000 - : 5 milhões - : 240 mil - : 1.500.000 | - : 6× Platina - : 5× Platina - : 5× Platina - : 4× Platina - : 4× Platina - : 3× Platina - : 2× Platina - : Platina - : Platina - : 5× Ouro |
| Unorthodox Jukebox - Lançamento: 11 de Dezembro de 2012 - Editoras: Atlantic Records, Elektra Records - Formatos: CD, download digital        | 1                             | 4                             | 1                             | 2                             | 6                             | 4                             | 3                             | 2                             | 6                             | 1                             | 1                             | - : 10.000.000 - : 4 milhões - : 885 mil               | - : Diamante - : 4× Platina - : 3× Platina - : 3× Platina - : 3× Platina - : 3× Platina - : 2× Platina - : Platina - : Platina - : Platina   |
| 24K Magic - Lançamento: 18 de Novembro de 2016 - Editora: Atlantic Records - Formatos: CD, download digital                                   | 2                             | 9                             | 3                             | 2                             | 9                             | 5                             | 4                             | 2                             | 9                             | 4                             | 3                             | - : 6,000,000 - : 2 milhões - : 100 mil - : 200 mil    | - : 3× Platina - : Ouro - : 2× Platina - : Platina - : Ouro - : Platina - : Platina - : 2× Platina - : Platina - : 3× Platina                |

### Extended plays
| Detalhes do álbum | Melhores posições nas tabelas | Melhores posições nas tabelas | Vendas     |
| Detalhes do álbum | EUA                           | UK                            | Vendas     |
| --- | ----------------------------- | ----------------------------- | ---------- |
| It's Better If You Don't Understand - Lançamento: 11 de maio de 2010 - Editoras: Atlantic Records, Elektra Records, Warner Music Group - Formato: Download digital | 99                            | 97                            | - : 27 mil |
| The Grenade Sessions - Lançamento: 8 de fevereiro de 2011 - Editora: Elektra Records - Formato: Download digital                                                   | —                             | —                             |            |
| Locked Out of Heaven: The Remixes - Lançamento: 21 de janeiro de 2013 - Editora: Atlantic Records - Formato: Download digital                                      | —                             | —                             |            |
| "—" denota lançamentos que não entraram nas tabelas ou não foram lançados neste território.                                                                        |                               |                               |            |

## Singles

### Como artista principal
| Ano                                                                                         | Canção                                                    | Melhores posições nas tabelas | Melhores posições nas tabelas | Melhores posições nas tabelas | Melhores posições nas tabelas | Melhores posições nas tabelas | Melhores posições nas tabelas | Melhores posições nas tabelas | Melhores posições nas tabelas | Melhores posições nas tabelas | Melhores posições nas tabelas | Certificação (limiares de vendas) | Álbum                                                                         |
| Ano                                                                                         | Canção                                                    | EUA                           | AUS                           | CAN                           | DIN                           | ALE                           | IRL                           | HOL                           | NZL                           | SUI                           | UK                            | Certificação (limiares de vendas) | Álbum                                                                         |
| ------------------------------------------------------------------------------------------- | --------------------------------------------------------- | ----------------------------- | ----------------------------- | ----------------------------- | ----------------------------- | ----------------------------- | ----------------------------- | ----------------------------- | ----------------------------- | ----------------------------- | ----------------------------- | --- | ----------------------------------------------------------------------------- |
| 2010                                                                                        | "Just the Way You Are"                                    | 1                             | 1                             | 1                             | 6                             | 2                             | 1                             | 1                             | 1                             | 1                             | 1                             | - : 12× Platina - : 7× Platina - : 6× Platina - : 2× Platina - : 3× Platina - : Platina - : Platina - : Platina - : Platina - : Platina | Doo-Wops & Hooligans                                                          |
| 2010                                                                                        | "Grenade"                                                 | 1                             | 1                             | 1                             | 1                             | 1                             | 1                             | 1                             | 1                             | 1                             | 1                             | - : Diamante - : 6× Platina - : 7× Platina - : 3× Platina - : 2× Platina - : 2× Platina - : Platina - : Platina - : 3× Ouro             | Doo-Wops & Hooligans                                                          |
| 2011                                                                                        | "The Lazy Song"                                           | 4                             | 3                             | 5                             | 1                             | 9                             | 4                             | 3                             | 4                             | 5                             | 1                             | - : 4× Platina - : 7× Platina - : 5× Platina - : Platina - : Platina - : Platina - : Platina - : Platina                                | Doo-Wops & Hooligans                                                          |
| 2011                                                                                        | "Marry You"                                               | 85                            | 3                             | 10                            | 14                            | 15                            | 5                             | 13                            | 3                             | 12                            | 11                            | - : 4× Platina - : 3× Platina - : 2× Platina - : Platina - : Platina - : Ouro - : Ouro                                                  | Doo-Wops & Hooligans                                                          |
| 2011                                                                                        | "It Will Rain"                                            | 3                             | 14                            | 5                             | 11                            | 12                            | 11                            | 35                            | 2                             | 7                             | 14                            | - : 5× Platina - : 3× Platina - : 2× Platina - : Platina - : Platina - : Ouro - : Prata                                                 | The Twilight Saga: Breaking Dawn – Part 1: Original Motion Picture Soundtrack |
| 2011                                                                                        | "Count on Me"                                             | —                             | 19                            | —                             | —                             | —                             | —                             | —                             | 13                            | 55                            | 78                            | - : 3× Platina - : 3× Platina - : Platina - : Ouro - : Prata                                                                            | Doo-Wops & Hooligans                                                          |
| 2012                                                                                        | "Locked Out of Heaven"                                    | 1                             | 4                             | 1                             | 2                             | 7                             | 4                             | 5                             | 4                             | 8                             | 2                             | - : 7× Platina - : 7× Platina - : 5× Platina - : 4× Platina - : 3× Platina - : 2× Platina - : Platina - : 2× Platina - : Platina        | Unorthodox Jukebox                                                            |
| 2013                                                                                        | "When I Was Your Man"                                     | 1                             | 6                             | 3                             | 4                             | 23                            | 6                             | 7                             | 4                             | 12                            | 2                             | - : 11× Platina - : 6× Platina - : 4× Platina - : 2× Platina - : 2× Platina - : 2× Platina - : Platina - : Ouro                         | Unorthodox Jukebox                                                            |
| 2013                                                                                        | "Treasure"                                                | 5                             | 10                            | 4                             | 14                            | 17                            | 9                             | 11                            | 7                             | 13                            | 12                            | - : 4× Platina - : 2× Platina - : 2× Platina - : 2× Platina - : Platina - : Platina - : Ouro - : Ouro                                   | Unorthodox Jukebox                                                            |
| 2013                                                                                        | "Gorilla"                                                 | 26                            | 41                            | 28                            | —                             | —                             | 53                            | —                             | —                             | —                             | —                             | - : Platina - : Ouro - : Ouro | Unorthodox Jukebox                                                            |
| 2013                                                                                        | "Young Girls"                                             | 32                            | 62                            | 19                            | —                             | —                             | 78                            | —                             | 23                            | —                             | 83                            | - : PLatina - : Ouro - : Ouro | Unorthodox Jukebox                                                            |
| 2016                                                                                        | "24K Magic"                                               | 4                             | 3                             | 3                             | 18                            | 14                            | 10                            | 5                             | 1                             | 9                             | 5                             | - : 5× Platina - : 5× Platina - : Platina - : Platina - : Ouro - : 2× Platina                                                           | 24K Magic                                                                     |
| 2017                                                                                        | "That's What I Like"                                      | 1                             | 5                             | 3                             | 18                            | 51                            | 20                            | 19                            | 4                             | 39                            | 13                            | - : Diamante - : 4× Platina - : 2× Platina - : Platina - : 4× Platina                                                                   | 24K Magic                                                                     |
| 2017                                                                                        | "Versace on the Floor"                                    | 33                            | 55                            | 43                            | —                             | —                             | —                             | —                             | 27                            | —                             | 59                            | - : Platina - : 2× Platina - : Ouro - : Ouro                                                                                            | 24K Magic                                                                     |
| 2017                                                                                        | "Chunky"                                                  | —                             | —                             | —                             | —                             | —                             | —                             | —                             | —                             | —                             | 79                            | - : Ouro - : Prata | 24K Magic                                                                     |
| 2018                                                                                        | "Finesse" (solo ou com Cardi B)                           | 3                             | 6                             | 3                             | 14                            | 31                            | 5                             | 9                             | 2                             | 29                            | 5                             | - : 4× Platina - : Platina - : 3× Platina - : Platina                                                                                   | 24K Magic                                                                     |
| 2018                                                                                        | "Wake Up in the Sky" (com Gucci Mane & Kodak Black)       | 11                            | 46                            | 36                            | —                             | —                             | 49                            | —                             | —                             | 95                            | 65                            | - : 3× Platina - : Prata - : Platina | Evil Genius                                                                   |
| 2019                                                                                        | "Please Me" (com Cardi B)                                 | 3                             | 23                            | 12                            | 37                            | 83                            | 21                            | —                             | 12                            | 57                            | 12                            | - : 3× Platina - : Platina - : Prata | Não incluso em álbum                                                          |
| 2019                                                                                        | "Blow" (com Ed Sheeran & Chris Stapleton)                 | 60                            | 31                            | 39                            | —                             | 93                            | —                             | —                             | —                             | —                             | —                             | - : Ouro | No.6 Collaborations Project                                                   |
| 2021                                                                                        | "Leave the Door Open (com Anderson .Paak como Silk Sonic) | 1                             | 10                            | 9                             | 20                            | 72                            | 18                            | 11                            | 1                             | 23                            | 20                            | - : Platina - : Prata - : Ouro | An Evening with Silk Sonic                                                    |
| "—" denota lançamentos que não entraram nas tabelas ou não foram lançados neste território. |                                                           |                               |                               |                               |                               |                               |                               |                               |                               |                               |                               | |                                                                               |

### Como artista convidado
| Ano                                                                                         | Canção                                                                         | Melhores posições nas tabelas | Melhores posições nas tabelas | Melhores posições nas tabelas | Melhores posições nas tabelas | Melhores posições nas tabelas | Melhores posições nas tabelas | Melhores posições nas tabelas | Melhores posições nas tabelas | Melhores posições nas tabelas | Melhores posições nas tabelas | Certificação (limiares de vendas) | Álbum                                       |
| Ano                                                                                         | Canção                                                                         | EUA                           | AUS                           | CAN                           | DIN                           | ALE                           | IRL                           | HOL                           | NZL                           | SUI                           | UK                            | Certificação (limiares de vendas) | Álbum                                       |
| ------------------------------------------------------------------------------------------- | ------------------------------------------------------------------------------ | ----------------------------- | ----------------------------- | ----------------------------- | ----------------------------- | ----------------------------- | ----------------------------- | ----------------------------- | ----------------------------- | ----------------------------- | ----------------------------- | --- | ------------------------------------------- |
| 2010                                                                                        | "We Are Fighters" (Big Lou com participação de Bruno Mars)                     | —                             | —                             | —                             | —                             | —                             | —                             | —                             | —                             | —                             | —                             | | Sem inclusão em álbum                       |
| 2010                                                                                        | "Nothin' on You" (B.o.B com participação de Bruno Mars)                        | 1                             | 3                             | 10                            | 24                            | 22                            | 7                             | 1                             | 5                             | 28                            | 1                             | - : 3× Platina - : Platina - : Platina - : Platina | B.o.B Presents: The Adventures of Bobby Ray |
| 2010                                                                                        | "Billionaire" (Travie McCoy com participação de Bruno Mars)                    | 4                             | 5                             | 12                            | 8                             | 16                            | 2                             | 1                             | 2                             | 14                            | 3                             | - : 3× Platina - : 2× Platina - : Platina | Lazarus                                     |
| 2011                                                                                        | "Lighters" (Bad Meets Evil com participação de Bruno Mars)                     | 4                             | 17                            | 4                             | 18                            | 26                            | 11                            | 13                            | 2                             | 10                            | 10                            | - : 2× Platina - : Platina - : Ouro | Hell: The Sequel                            |
| 2011                                                                                        | "Mirror" (Lil Wayne com participação de Bruno Mars)                            | 16                            | 26                            | 44                            | 12                            | —                             | 21                            | 17                            | 37                            | 15                            | 17                            | - : Platina - : Platina - : Platina | Tha Carter IV                               |
| 2011                                                                                        | "Young, Wild & Free" (Snoop Dogg e Wiz Khalifa com participação de Bruno Mars) | 7                             | 4                             | 13                            | 19                            | 15                            | 33                            | 7                             | 2                             | 12                            | 44                            | - : 4× Platina - : 3× Platina - : Platina - : Platina - : Ouro                                                                                          | Mac & Devin Go to High School               |
| 2012                                                                                        | "This Is My Love" (Gold 1 com participação de Bruno Mars e Jaeson Ma)          | —                             | —                             | —                             | —                             | 37                            | —                             | 38                            | —                             | 22                            | —                             | | Sem inclusão em álbum                       |
| 2012                                                                                        | "Can't Come Back to Me" (Layzie Bone com participação de Bruno Mars)           | —                             | —                             | —                             | —                             | —                             | —                             | —                             | —                             | —                             | —                             | Bone-Mo Thug Boyz Greatest Hits |                                             |
| 2013                                                                                        | "Bubble Butt" (Major Lazer com participação de Bruno Mars, Tyga e Mystic)      | 56                            | 39                            | —                             | —                             | —                             | —                             | 65                            | —                             | —                             | 196                           | - : Ouro | Perfect Timing                              |
| 2014                                                                                        | "Uptown Funk" (Mark Ronson com participação de Bruno Mars)                     | 1                             | 1                             | 1                             | 2                             | 4                             | 1                             | 4                             | 1                             | 2                             | 1                             | - : Diamante - : Diamante - : 12× Platina - : 11× Platina - : 5× Platina - : 4× Platina - : 4× Platina - : 2× Platina + Ouro - : 2× Platina - : Platina | Uptown Special                              |
| "—" denota lançamentos que não entraram nas tabelas ou não foram lançados neste território. |                                                                                |                               |                               |                               |                               |                               |                               |                               |                               |                               |                               | |                                             |

### Singlespromocionais
| Ano | Canção                                                   | Melhores posições nas tabelas | Melhores posições nas tabelas | Melhores posições nas tabelas | Melhores posições nas tabelas | Melhores posições nas tabelas | Melhores posições nas tabelas | Melhores posições nas tabelas | Melhores posições nas tabelas | Álbum                |
| Ano | Canção                                                   | EUA                           | AUS                           | CAN                           | ESL                           | FRA                           | KOR                           | NZL                           | UK                            | Álbum                |
| --- | -------------------------------------------------------- | ----------------------------- | ----------------------------- | ----------------------------- | ----------------------------- | ----------------------------- | ----------------------------- | ----------------------------- | ----------------------------- | -------------------- |
| 2010 | "Liquor Store Blues" (com participação de Damian Marley) | 105                           | —                             | 97                            | —                             | —                             | —                             | —                             | —                             | Doo-Wops & Hooligans |
| 2011 | "Somewhere in Brooklyn"*                                 | —                             | —                             | —                             | —                             | —                             | —                             | —                             | —                             | Doo-Wops & Hooligans |
| 2011 | "Runaway Baby"                                           | 50                            | —                             | 66                            | —                             | —                             | —                             | 35                            | 19                            | Doo-Wops & Hooligans |
| 2012 | "Moonshine"                                              | —                             | —                             | —                             | 62                            | —                             | 17                            | —                             | —                             | Unorthodox Jukebox   |
| 2016 | "Versace on the Floor"                                   | 98                            | 84                            | 73                            | —                             | 88                            | 18                            | —                             | —                             | 24K Magic            |
| "—" denota lançamentos que não entraram nas tabelas ou não foram lançados neste território. "*" denota um lançamento que ocorreu apenas na Alemanha. |                                                          |                               |                               |                               |                               |                               |                               |                               |                               |                      |

### Outras canções que entraram nas tabelas musicais
| Ano                                                                                         | Canção                                                         | Melhores posições nas tabelas | Melhores posições nas tabelas | Melhores posições nas tabelas | Melhores posições nas tabelas | Álbum                               |
| Ano                                                                                         | Canção                                                         | BRA                           | CAN                           | KOR                           | UK                            | Álbum                               |
| ------------------------------------------------------------------------------------------- | -------------------------------------------------------------- | ----------------------------- | ----------------------------- | ----------------------------- | ----------------------------- | ----------------------------------- |
| 2010                                                                                        | "The Other Side" (com participação de Cee Lo Green & B.o.B)    | —                             | —                             | —                             | 117                           | It's Better If You Don't Understand |
| 2010                                                                                        | "Rocketeer" (Far East Movement com participação de Bruno Mars) | —                             | 85                            | —                             | —                             | Sem inclusão em álbum               |
| 2011                                                                                        | "Talking to the Moon"                                          | 1                             | —                             | —                             | —                             | Doo-Wops & Hooligans                |
| 2012                                                                                        | "Natalie"                                                      | —                             | —                             | 22                            | —                             | Unorthodox Jukebox                  |
| 2012                                                                                        | "Show Me"                                                      | —                             | —                             | 25                            | —                             | Unorthodox Jukebox                  |
| 2012                                                                                        | "Money Make Her Smile"                                         | —                             | —                             | 24                            | —                             | Unorthodox Jukebox                  |
| 2012                                                                                        | "If I Knew"                                                    | —                             | —                             | 21                            | —                             | Unorthodox Jukebox                  |
| "—" denota lançamentos que não entraram nas tabelas ou não foram lançados neste território. |                                                                |                               |                               |                               |                               |                                     |

## Aparições em álbuns
| Ano  | Canção                                                                         | Álbum                                          |
| ---- | ------------------------------------------------------------------------------ | ---------------------------------------------- |
| 2009 | "3D" (Far East Movement com participação de Bruno Mars)                        | Animal                                         |
| 2010 | "Nothin' on You" (B.o.B com participação de Bruno Mars)                        | Now That's What I Call Music! 34               |
| 2010 | "Nothin' on You" (B.o.B com participação de Bruno Mars)                        | Now That's What I Call Music! 76               |
| 2010 | "Billionaire" (Travie McCoy com participação de Bruno Mars)                    | Now That's What I Call Music! 35               |
| 2010 | "Billionaire" (Travie McCoy com participação de Bruno Mars)                    | Now: The Hits of Spring 2010                   |
| 2010 | "Billionaire" (Travie McCoy com participação de Bruno Mars)                    | Now That's What I Call Music! 77               |
| 2010 | "Just the Way You Are"                                                         |                                                |
| 2011 | Now That's What I Call Music! 37                                               |                                                |
| 2011 | "Nothin' on You" (Travie McCoy com participação de Bruno Mars)                 | 2011 Grammy Nominees                           |
| 2011 | "Just the Way You Are"                                                         | 2011 Grammy Nominees                           |
| 2011 | "Just The Way You Are" (Manufactured Superstars And Jquintal Remix)            | Lovesongs: The Ultimate Collection             |
| 2011 | "Grenade"                                                                      | Now That's What I Call Music! 78               |
| 2011 | "Grenade"                                                                      | Now That's What I Call Music! 38               |
| 2011 | "Grenade"                                                                      | Now: The Hits of Autumn 2011                   |
| 2011 | "Our First Time"                                                               | Atlantic/Elektra Records Present The Love - EP |
| 2011 | "The Lazy Song"                                                                | Now That's What I Call Music! 79               |
| 2011 | "The Lazy Song"                                                                | Now: The Hits of Winter 2011                   |
| 2011 | "The Lazy Song"                                                                | 1Xtra — The Album                              |
| 2011 | "The Lazy Song"                                                                | Now That's What I Call Music! 39               |
| 2011 | "Marry You"                                                                    | Now: The Hits of Spring 2011                   |
| 2011 | "Marry You"                                                                    | Now That's What I Call R&B                     |
| 2011 | "Lighters" (Bad Meets Evil com participação de Bruno Mars)                     | Now That's What I Call Music! 40               |
| 2011 | "Grenade"                                                                      | Now: The Hits of Summer 2012                   |
| 2011 | "Marry You"                                                                    | Now That's What I Call Music! 80               |
| 2012 | "Grenade"                                                                      | 2012 Grammy Nominees                           |
| 2012 | "Grenade"                                                                      | The Brit Awards 2012                           |
| 2012 | "Just the Way You Are"                                                         | Keep Calm and Relax                            |
| 2012 | "It Will Rain"                                                                 | Now That's What I Call Music! 42               |
| 2012 | "Just the Way You Are"                                                         | Now That's What I Call a No. 1                 |
| 2012 | "Grenade"                                                                      | Now That's What I Call Chill                   |
| 2012 | "Grenade"                                                                      | Just Great Songs 2012                          |
| 2012 | "Young, Wild & Free" (Snoop Dogg e Wiz Khalifa com participação de Bruno Mars) | Now: The Hits of Autumn 2012                   |
| 2012 | "Count on Me"                                                                  | Now: The Hits of Autumn 2012                   |
| 2012 | "Locked Out of Heaven" (Manhattans Remix)                                      | Renaissance 20th Anniversary Tribute 2         |

## Bandas sonoras
| Ano  | Canção                 | Média (filme, série, telenovela) | Álbum                                                                         |
| ---- | ---------------------- | -------------------------------- | ----------------------------------------------------------------------------- |
| 2010 | "Marry You"            | Glee                             | Sem inclusão em álbum                                                         |
| 2011 | "Just the Way You Are" | Being Erica                      | Sem inclusão em álbum                                                         |
| 2011 | "Talking to the Moon"  | Insensato Coração                | Insensato Coração Internacional                                               |
| 2011 | "It Will Rain"         | Amanhecer: Parte 1               | The Twilight Saga: Breaking Dawn – Part 1: Original Motion Picture Soundtrack |
| 2012 | "Grenade"              | Smash                            | Sem inclusão em álbum                                                         |